# Julia Mancuso
Julia Marie Mancuso (Reno, Nevada, 9 de març de 1984) és una competidora d'esquí alpí estatunidenca de la Copa del Món i medalla d'or olímpica de la disciplina. Va guanyar l'eslàlom gegant femení als Jocs Olímpics d'hivern de 2006, i guanyà medalles d'argent en descens femení i combinada el 2010, i la medalla de bronze combinada el 2014. També ha guanyat cinc medalles (dues d'argent i tres de bronze) al Campionat del món, i té set victòries a la Copa del Món, amb un total de 35 podis. Les seves quatre medalles olímpiques són un rècord històric per a una esquiadora alpina estatunidenca.